# Michele Melisseno
Michele Melisseno (in greco Μιχαὴλ Μελισσηνός?; fl. VIII secolo) è stato un generale e nobile bizantino durante il regno dell'imperatore Costantino V (741–775).

## Biografia
Michele faceva parte della famiglia Melisseno. Era una persona che piaceva molto all'imperatore Costantino V e gli venne data in sposa una sorella di cui non conosciamo il nome dell'imperatrice Eudochia, terza moglie di Costantino. Con il matrimonio egli divenne parente dell'imperatore e poté acquisire una posizione di rilievo nella gerarchia imperiale.
Michele e sua moglie ebbero almeno un figlio a noi noto: Teodoto Cassitera Melissenos, il futuro patriarca di Costantinopoli che regnò dall'815 all'821 con il nome di Teodoto I.
Tra il 766 e il 767 fu parte di un rimpasto governativo con cui l'imperatore Costantino assicurava le proprie idee iconoclaste. Michele ricevette la nomina di strategos del tema anatolico, all'epoca la più importante e potente carica militare nell'Impero bizantino. Forse, proprio in questo periodo, egli ricevette la nomina a patrizio, come è riportata a noi da Teofane Confessore.
Nel 771, Michele guidò un contro attacco diretto verso il abbasidi in Isauria. Le sue truppe, tuttavia, furono pesantemente sconfitte e non riuscirono ad impedire il saccheggio della regione bizantina. Dopo questo evento, del destino di Michele non si conosce più nulla.